# ديافرا ساكو
ديافرا ساكو (بالفرنسية: Diafra Sakho)‏ هو لاعب كرة قدم سنغالي في مركز الهجوم ولد في يوم 24 ديسمبر 1989 في مدينة غودياوايي في السنغال، يلعب حالياً مع نادي ويستهام يونايتد، كما سبق له اللعب مع نادي ميتز ونادي بولون، كما لعب مع منتخب السنغال لكرة القدم ويبلغ طوله 184 سم.

## روابط خارجية
- ديافرا ساكو على موقع الاتحاد الدولي (مؤرشف)  (الإنجليزية)
- ديافرا ساكو على موقع اتحاد تركيا (لاعب) (الإنجليزية)
- ديافرا ساكو على موقع رابطة كرة القدم الفرنسية للمحترفين (الإنجليزية)
- ديافرا ساكو على موقع قاعدة بيانات كرة القدم.إي يو (الإنجليزية)
- ديافرا ساكو على موقع ليكيب (الفرنسية)
- ديافرا ساكو على موقع ناشيونال فوتبول تيمز (الإنجليزية)
- ديافرا ساكو على موقع Soccerbase.com (لاعب) (الإنجليزية)
- ديافرا ساكو على موقع Soccerway.com (الإنجليزية)
- ديافرا ساكو على موقع عالم كرة القدم.نت (الإنجليزية)
- ديافرا ساكو على موقع AS.com (الإسبانية)